# وزارة الخارجية (أفغانستان)
وزارة الخارجية الأفغانية هي وزارة الشئون الخارجية لأفغانستان، وهي المسؤولة عن تنفيذ الدبلوماسية وكذلك إدارة علاقات أفغانستان مع دول العالم الأخرى والمنظمات الدولية.